# Madonna tronująca (z Barda)

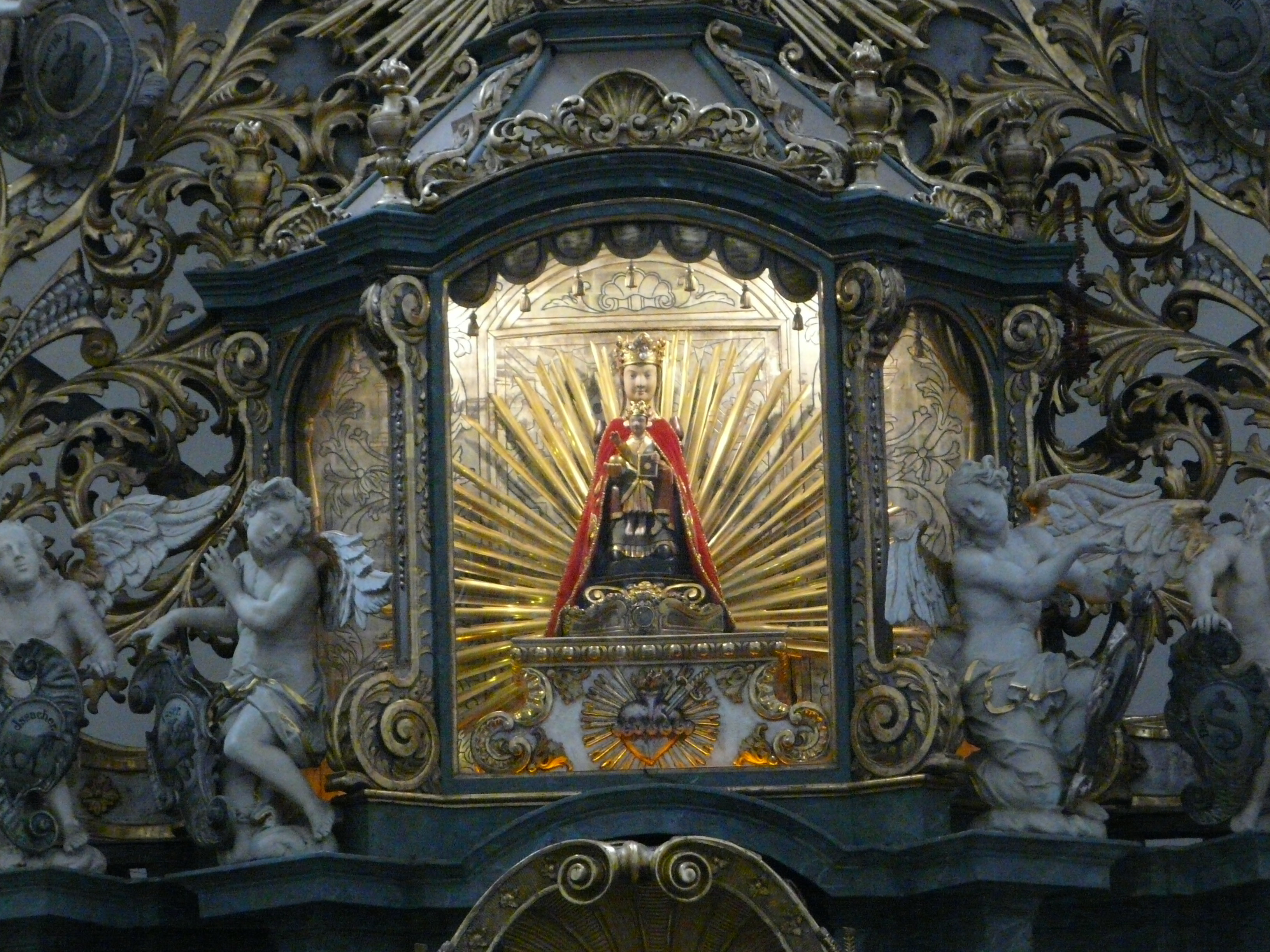
Figurka Madonny z Dzieciątkiem w ołtarzu głównym

Madonna Tronująca, zw. Rycerską – najstarsza romańska drewniana rzeźba na Dolnym Śląsku. Obecnie znajduje się w Bardzie w bazylice Nawiedzenia NMP, gdzie trafiła w XIV w. Pochodzi z XII w. Ma 43 cm wysokości i w całości jest polichromowana.
3 lipca 1966 roku w ramach uroczystości milenijnych, delegat prymasa Polski z uprawnieniami biskupa rezydencjonalnego we Wrocławiu, abp Bolesław Kominek dokonał w imieniu papieża Pawła VI koronacji figury.